# Colpach-Haut
Colpach-Haut (lb. Uewerkolpech, niem. Obercolpach) – wieś (Uertschaft) w zachodnim Luksemburgu, w kantonie Redange, w gminie Ell. Do 3 października 2015 miejscowość leżała w dystrykcie Diekirch. Liczy 326 mieszkańców (31 grudnia 2022). 